# Central Obrera Nacional-Sindicalista
De Central Obrera Nacional-Sindicalista (Nederlands: Arbeiderscentrale van Nationaal-Syndicalisten, CONS) was een aan de Spaanse fascistische Falange Española gelieerde vakvereniging.
De CONS werd in 1934 opgericht door de partijleiding van de Falange Española - Juntas de Ofensiava Nacional-Sindicalista (FE-JONS) als nationaal-syndicalistische vakbond en tegenhanger van de socialistische UGT en de anarcho-syndicalistische CNT. De CONS zag het als taak socialistische en anarchistische arbeiders voor zich te winnen. Men was niet bijster geïnteresseerd in het werven onder leden van rechtse en katholieke vakbonden. Men wist een zekere aanhang te verwerven onder taxichauffeurs en kelners, voor wie zelfs aparte syndicaten werden opgericht.
In de beginperiode ontving de CONS geldelijke steun van de monarchistische partij Renovación Española, maar toen bleek dat de CONS een revolutionaire organisatie was, weigerde de Renovación nog geld te geven aan de CONS.
Tijdens de Franco-jaren (vanaf 1939) maakte de CONS deel uit van de overkoepelende vakorganisatie Sindicato Vertical; een zekere zelfstandigheid behield de CONS echter wel. In 1961 werd de CONS volledig geïntegreerd in de Sindicato Vertical en werd de CONS ontbonden.
Een andere falangistische vakbond was de Confederación de Empleados Nacionales (Nationale Confederatie van Werknemers, CEN), die evenals de CONS weinig succes boekte.